# Light Asylum
Light Asylum ist eine 2007 in Brooklyn gegründete Synthie-Pop-Band.

## Geschichte
Shannon Funchess zog 2001 von Seattle nach Brooklyn, um sich als Gast- und Hintergrundsängerin in unterschiedlichen New Yorker Bands einzubringen, darunter TV on the Radio, !!!, Telepathe und Teengirl Fantasy. Im Jahr 2007 gründete sie dann ihr eigenes Projekt. Light Asylum entstand vorerst als Soloprojekt mit unterschiedlichen Gastmusikern. Zwei Jahre nachdem Funchess mit dem Projekt begonnen hatte und gemeinsam mit unterschiedlichen Musikern Stücke schrieb, bestritt sie eine Tournee im Vorprogramm für Bunny Rabbit. Ebenfalls im Vorprogramm trat Bruno Coviello auf. Beide entdeckten Gemeinsamkeiten in ihren musikalischen Vorlieben für Vertreter des Gothic Rock, des Industrial Rock, des Synthie-Pop, der Electronic Body Music und des House. Nach ersten Versuchen gemeinsam zu musizieren, taten sich beide als Duo unter dem von Funchess gewählten Namen zusammen.

„Wir jammten dann, als ich Zeit hatte, für ein paar bereits gebuchte Solo-Shows von mir. Ich hab dann alles alte Material in den Müll geworfen und wir haben innerhalb einer Woche drei Songs für eine erste EP gehabt. Wir hatten da ein gutes Gefühl, das geschah alles sehr natürlich und wir haben einfach weitergemacht.“

Als Debüt erschien die EP In Tension im Selbstverlag als Begleitung zu der 2010 absolvierten Tournee. Das New Yorker Label Mexican Summer reagierte, nahm das Duo unter Vertrag und gab die EP 2011 als reguläre Veröffentlichung heraus. Zu dem enthaltenen Stück Dark Allies wurde ein Musikvideo produziert. Das Stück avancierte in der Schwarzen Szene zu einem Hit. Light Asylum verlegte zeitweise ihren Wohnsitz nach Berlin, um von dort einige Konzerte in Europa zu bestreiten. Seither wechselte die Gruppe ihren Hauptstandort häufiger zwischen Berlin und New York. Es folgte die Produktion des selbstbetitelten Debütalbums. Light Asylum erschien 2012. Die Lieder Shallow Tears, Heart of Dust und A Certain Person wurden als Singles ausgekoppelt. Im Anschluss an die Veröffentlichung verließ Coviello das Duo. An seiner Stelle übernahm Raphael Radna Keyboard und Programmierung. In neuer Besetzung bestritt das Duo in den folgenden Jahren weitere Tourneen durch die Vereinigten Staaten und Europa. Auch Radna verließ Light Asylum.

## Stil

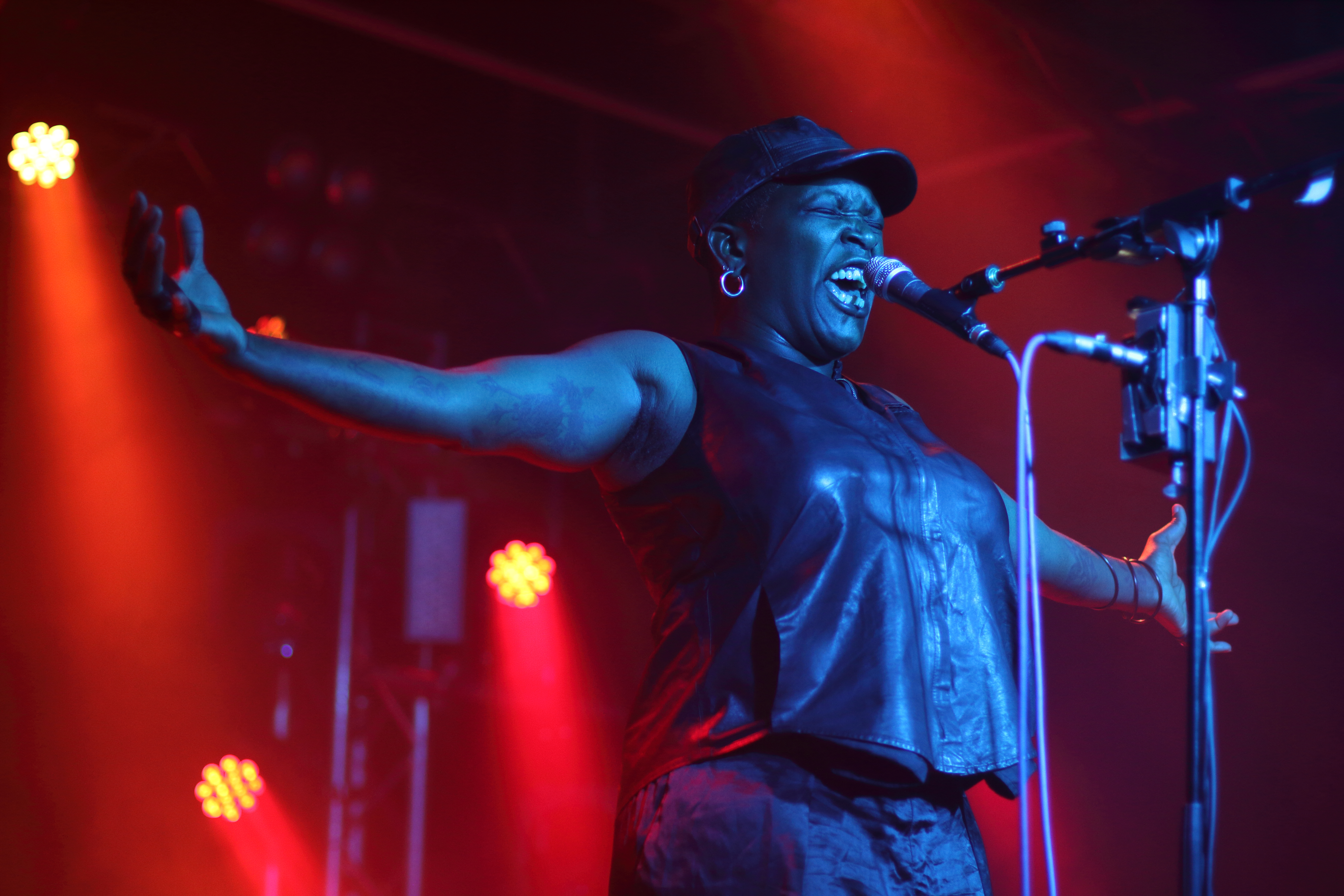
Light Asylum beim Infest 2019

Die Musik von Light Asylum wird dem Synthie-Pop zugerechnet. Dabei verweisen viele Rezensenten auf einen deutlichen Einfluss des Dark Wave und Synthie-Pop der 1980er Jahre. Nach Motor.de gelingt es der Gruppe indes „den Sound der damaligen Zeit ins Hier und Jetzt zu transferieren“. Als besonderes Merkmal wird die Stimme von Funchess hervorgehoben, die nach Motor.de „mitreißt und auf den Hörer einen bleibenden Eindruck hinterlässt.“ Ihre tiefe Stimme wird von Heather Phares für Allmusic mit Ian Curtis, Grace Jones, Alison Moyet, Q Lazzarus und Cold Cave verglichen. Weitere Vergleiche werden, wie von Priya Elan vom New Musical Express, zu Andrew Eldritch gezogen. Dabei nutzte Funchess Gesangsformen des Gospel und Soul vor einem Gerüst elektronischer Musik, die im Kontrast zu Funchess’ Stimme stünde und auf elektronischen Spielweisen des Dark Wave und Post-Industrials aufbaue. Gelegentlich werden von Rezensenten Einflüsse aus dem Techno benannt. In der Musik treffen laut Musikexpress „mechanischen Beats [auf] sparsame[…] und eisige[…] Synth-Flächen“.

## Diskografie
- 2010: In Tension (EP, Selbstverlag)
- 2012: Light Asylum (Album, Mexican Summer)
- 2012: Shallow Tears (Single, Mexican Summer)
- 2012: Heart of Dust (Single, Mexican Summer)
- 2012: A Certain Person (Single, Mexican Summer)